# Eucalyptus dalrympleana
Eucalyptus dalrympleana är en myrtenväxtart som beskrevs av Joseph Henry Maiden. Eucalyptus dalrympleana ingår i släktet Eucalyptus och familjen myrtenväxter. Inga underarter finns listade i Catalogue of Life.

## Bildgalleri

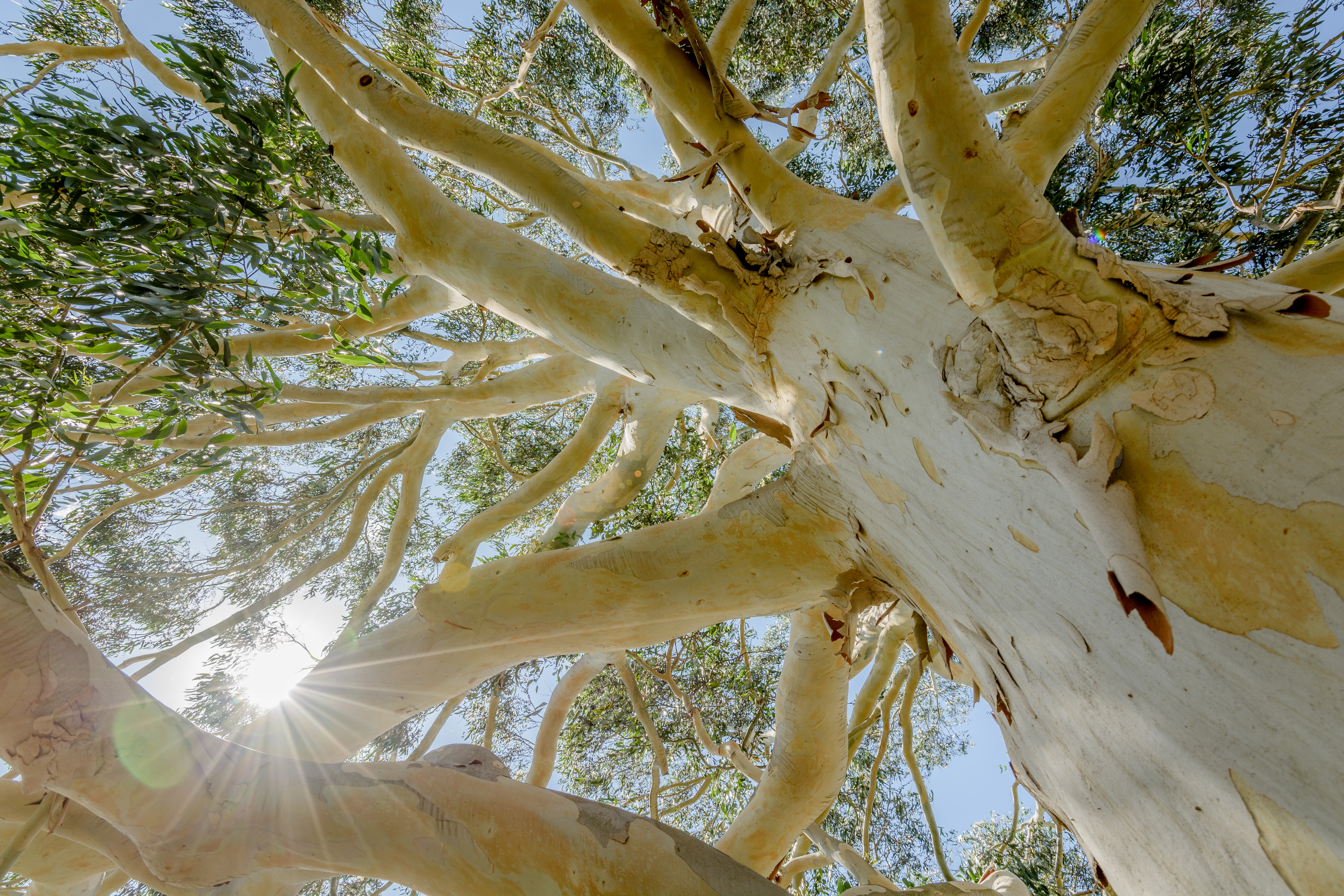
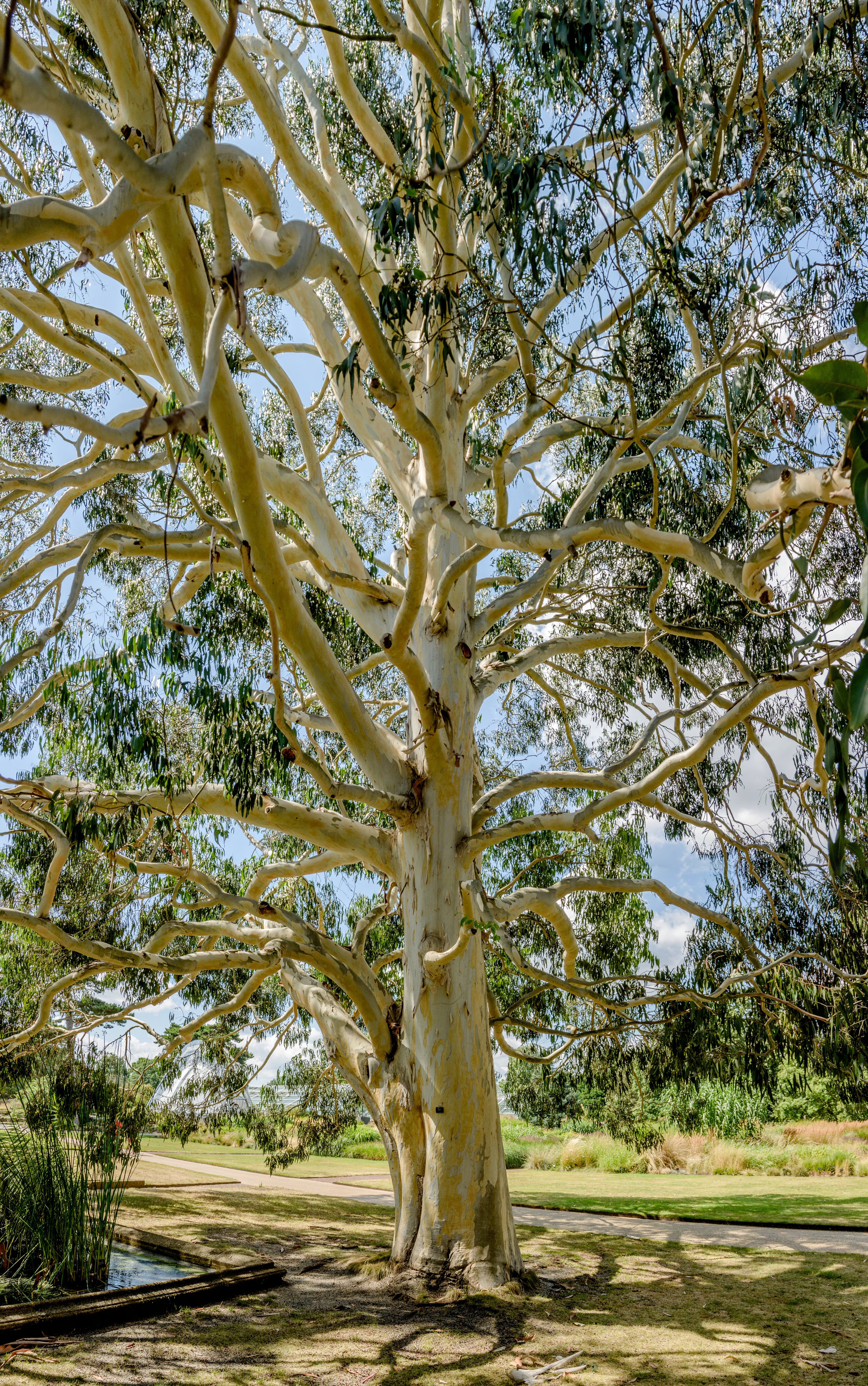
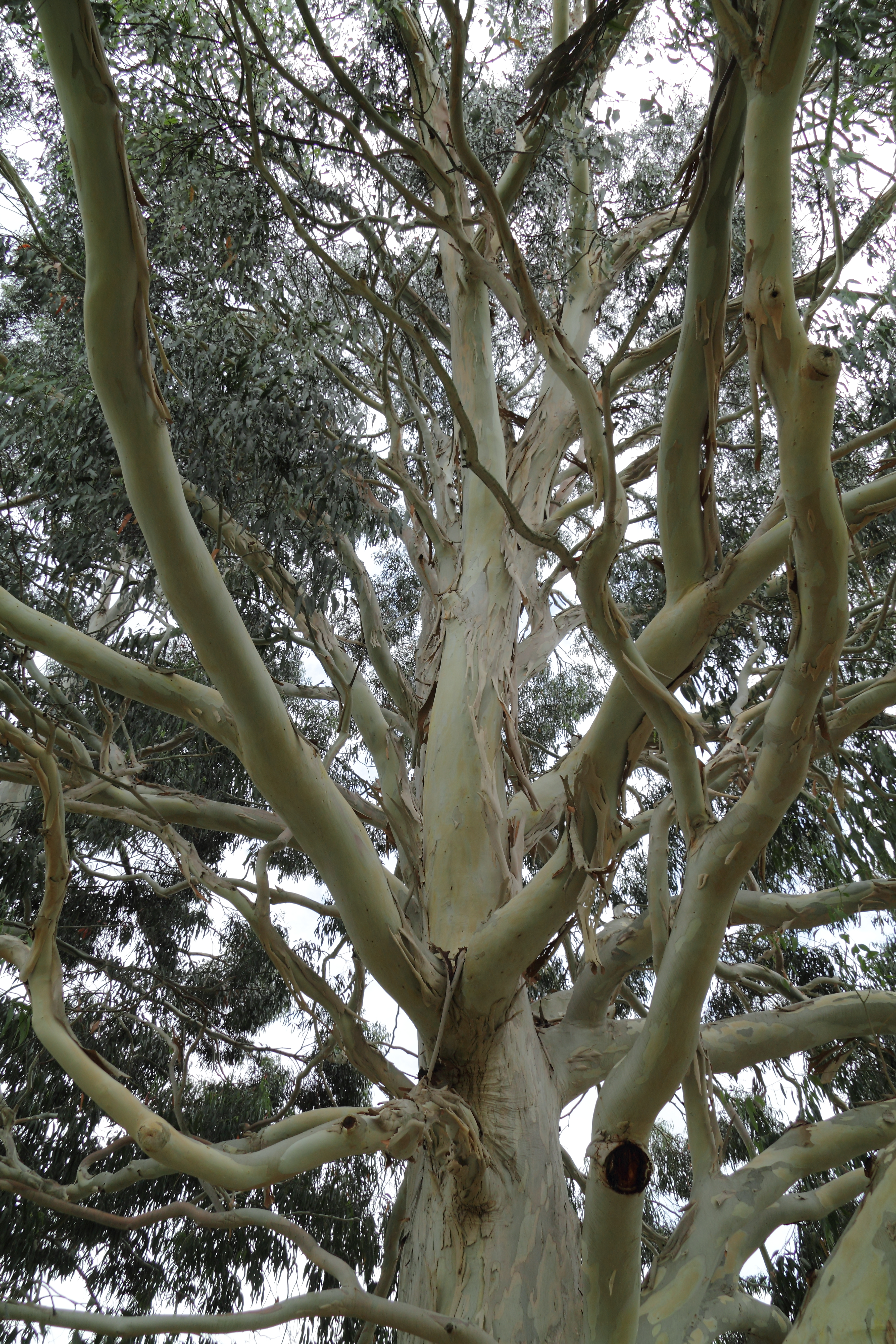
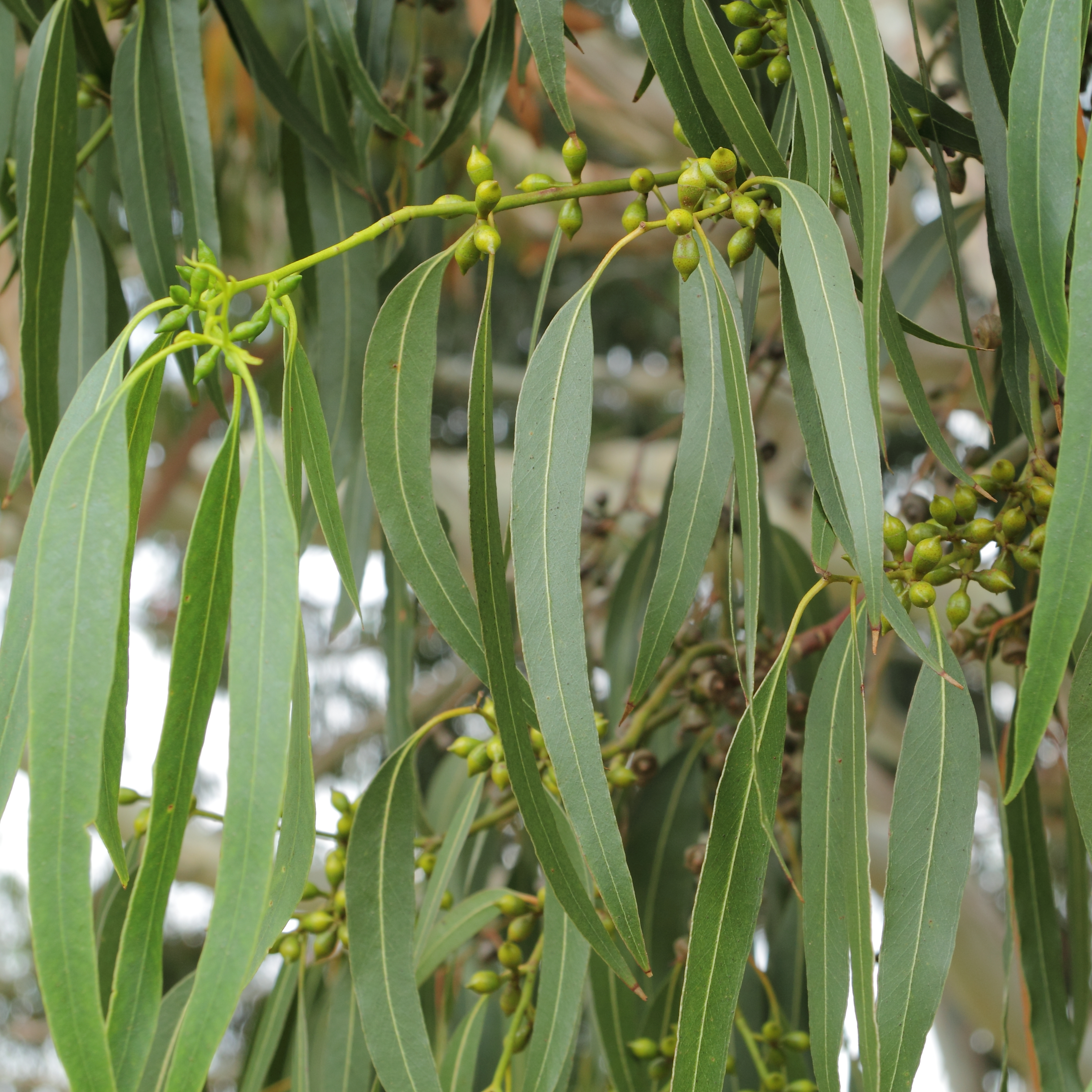
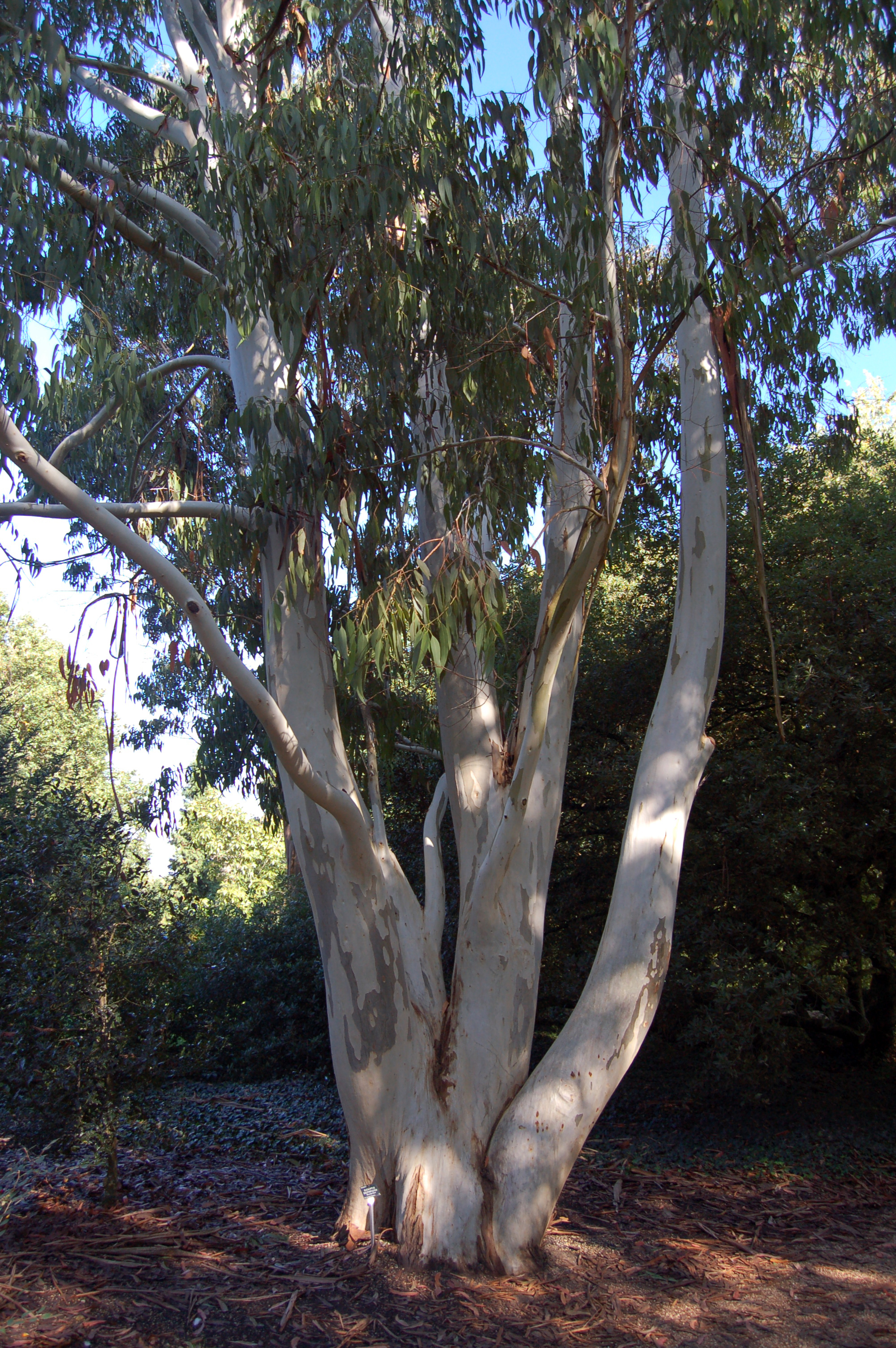
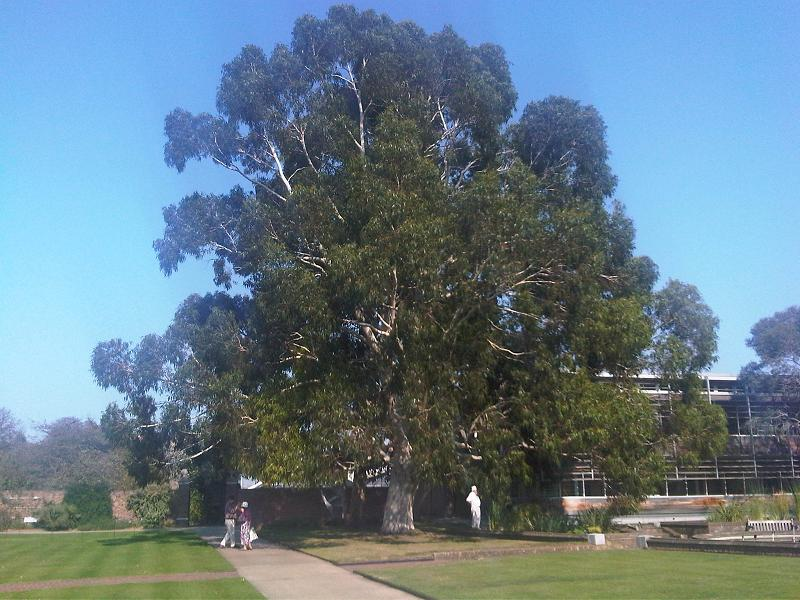